# 邢台褡裢机场
邢台褡裢机场（Xingtai Dalian Airport），位于中国河北省邢台市沙河市赞善街道，向北距邢台市区15公里。属于民航国内支线机场，飞行区指标4C级，航站楼面积6100平方米，跑道长2600米，宽60米，设6个机位站坪。

## 沿革
2020年7月7日，邢台褡裢机场民航工程开工建设；

2023年7月1日，邢台褡裢机场完成投产校验飞行保障任务；

2023年12月1日，邢台褡裢机场通过民航建设工程行业验收和使用许可审查；

2024年4月29日，邢台褡裢机场顺利取得《运输机场使用许可证》；

2024年7月18日，随着南航CZ8245顺利降落在邢台褡裢机场，标志着位于河北省中南部地区的邢台褡裢机场正式通航。

## 航空公司与航点
2025年夏秋航季（3月30日至10月25日）
| 航空公司     | 目的地       |
| ------------ | ------------ |
| 中国南方航空 | 广州         |
| 祥鵬航空     | 成都天府     |
| 吉祥航空     | 上海浦东     |
| 福州航空     | 哈尔滨、海口 |